# Front républicain (Ve République)
Vous lisez un « bon article » labellisé en 2014.
Pour les articles homonymes, voir Front républicain.
Sous la Cinquième République en France, le front républicain ou barrage républicain désigne une coalition formée lors d'une élection par plusieurs partis politiques pour empêcher la victoire de partis d'extrême droite. Le principal parti concerné étant le Front national (FN), devenu Rassemblement national (RN) en 2018, considéré par ses adversaires comme opposé au régime républicain.
Ce concept tire ses origines de diverses coalitions ou stratégies ayant visé à défendre le régime républicain et à faire barrage à l'extrême droite depuis la Troisième République : la plus citée est celle, homonyme, du Front républicain de 1956. Selon L'Express, cette formule date de la fin de la Quatrième République et, de Jacques Chirac à Emmanuel Macron, a correspondu « à un concept plus qu'une pratique politique », hormis à des époques ponctuelles.
Le front républicain est diversement appliqué depuis l'émergence électorale du FN dans les années 1980 et davantage ancré à gauche qu'à droite, la droite de gouvernement ayant parfois passé des alliances locales avec l'extrême droite. La droite justifie notamment sa stratégie à l'égard du FN en invoquant les alliances des socialistes et des communistes. Le second tour de l'élection présidentielle de 2002, qui opposa Jacques Chirac à Jean-Marie Le Pen, est considéré comme le point culminant de la stratégie de front républicain, avec un report massif des voix des électeurs de gauche sur le candidat de droite pour faire barrage au frontiste.
Son efficacité et sa légitimité sont régulièrement contestées, en particulier depuis le regain électoral du FN à l'orée des années 2010 accompagné d'une stratégie de dédiabolisation entreprise par Marine Le Pen. De nombreux acteurs et observateurs politiques ont conclu à sa « mort » après l'adoption par l'UMP de la doctrine dite du « ni-ni » (ni PS, ni FN) en 2011. Le front républicain a néanmoins rempli son rôle pour les élections présidentielles de 2017 et 2022 en permettant l'élection d'Emmanuel Macron contre la candidate du Rassemblement (Front) national, tout en continuant de s'affaiblir. Son retour au premier plan est relevé à l'occasion du second tour des élections législatives de 2024 : si Les Républicains et certaines personnalités de la majorité présidentielle n'y ont pas participé, ces mouvements en ont néanmoins tiré bénéfices en nombre d'élus,,.

## Définition
|  |

L'expression désigne le rassemblement, lors d'une élection, de partis politiques de droite et de gauche au second tour ou lors de l'élection des exécutifs pour faire barrage à une victoire du Front national (FN), devenu Rassemblement national, considéré dans cette configuration comme un parti d'opposition au régime républicain. On parle aussi d'« arc républicain », ou de « pacte républicain »,, qui n'ont pas la même portée. 
Pour le chercheur Joël Gombin, la notion de front républicain « n’a pas de valeur analytique ou scientifique réelle » et comporte une ambiguïté en ce « qu'elle mobilise l'imaginaire des « valeurs de la République », c'est-à-dire un référent d'ordre moral, là où en réalité les positions adoptées sont ajustées aux intérêts politiques de ceux qui les prennent. Ceux-ci sont de deux ordres : le strict bénéfice électoral, d'une part ; les enjeux internes des formations, d'autre part ».
Le linguiste Philippe Blanchet estime que le front républicain est « un des fréquents usages détournés de la notion de république dans le discours médiatique et politique français » et que l'appellation de « front des droits humains » ou « front humaniste » aurait beaucoup plus de sens face au programme attentatoire aux droits humains du Front national ».
La question de l'adhésion du FN au régime républicain ne fait pas l'unanimité parmi les universitaires ; certains d'entre eux contestent la consistance même du concept de régime républicain,,,,,,,.
La stratégie voisine dite du « cordon sanitaire » ou de la « digue républicaine »,, « consiste à refuser l'inclusion des partis d'extrême droite dans les majorités de gouvernement local, régional et national ainsi qu'à ne pas appeler ses électeurs à reporter leurs voix » sur le FN, d'après la définition de Jean-Yves Camus. Selon Eugénie Bastié, « l'expression « cordon sanitaire » vient des Pays-Bas : elle désigne la politique mise en place à la fin des années 1980 pour exclure de toute coalition électorale les partis d'extrême droite ». L'universitaire Pierre Ecuvillon souligne qu'elle est issue du vocabulaire de la médecine, domaine dans lequel il « désigne, spécifiquement dans les cas d'épidémie, un espace qui limite voire empêche les accès à une zone contaminée » : il en déduit que cette formule « désigne la configuration politique idéale à l'intérieur de laquelle le FN n'est pas seulement tenu à distance mais où il appartient également à un ordre de réalité différent ».

## Historique
L'historien Nicolas Lebourg et les politologues Pascal Perrineau, Philippe Braud, Joël Gombin et Marc Crapez estiment que la stratégie du front républicain ne fait l'objet d'aucune tradition alors qu'elle est couramment présentée comme telle. Pour Nicolas Lebourg, « il y a en fait diverses tactiques et divers temps face au FN ». Pour Pascal Perrineau, « c'est un concept fluctuant, qui fonctionne assez mal. Il est plus ou moins appliqué selon les enjeux, les aléas politiques et les situations locales ». Pour Philippe Braud, le front républicain est un concept qui « a une fausse longue histoire » et qui n'a jamais été « enraciné ». Pour Joël Gombin, le front républicain a « toujours été à géométrie variable » et « renvoie à une mythologie plutôt qu'à un débat rationnel et factuel ». Pierre Ecuvillon considère que « si le cordon sanitaire est très perceptible à la suite du drame de Carpentras, son corollaire politique, le front républicain, aura beaucoup plus de mal à prendre forme. Lorsqu'il sera évoqué, la plupart du temps, ce sera pour constater et regretter son inexistence… »

### Origines
De nombreux observateurs font remonter ses origines au Front républicain de 1956, une coalition électorale de centre gauche nouée en France à l'occasion des élections législatives de janvier 1956 afin de contrer le mouvement poujadiste et de trouver une issue à la guerre d'Algérie,,,.

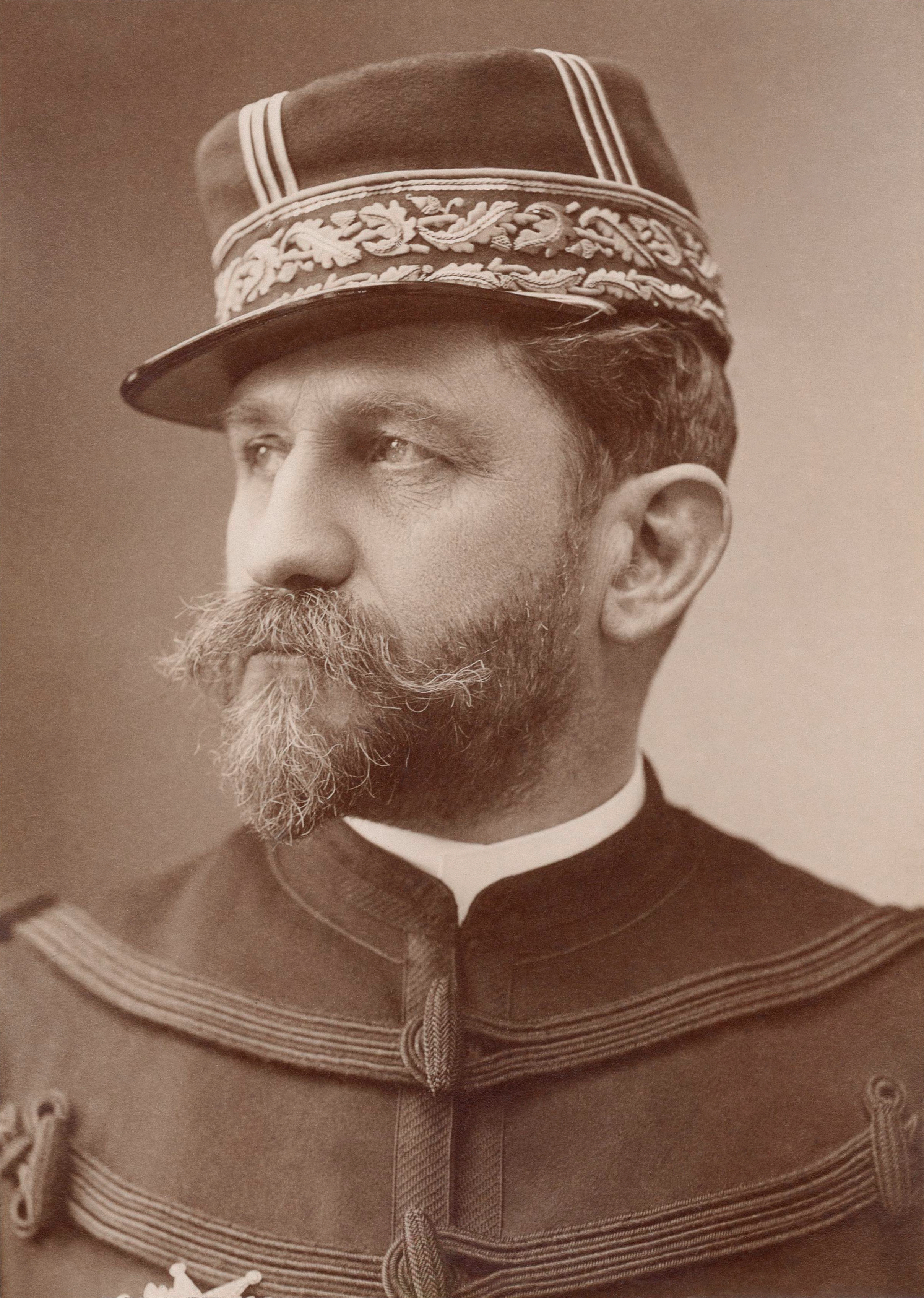
Pour certains analystes, le front républicain trouve ses origines dans la « défense républicaine » qui s'organise notamment face au mouvement mené par le général Boulanger à la fin des années 1880.

Philippe Braud et Olivier Dard relient le front républicain à la « défense républicaine » des premiers temps de la Troisième République, une formule visant à conclure une alliance électorale la plus large possible (des conservateurs républicains aux socialistes) pour faire barrage aux monarchistes, aux bonapartistes et aux anti-dreyfusards, à une époque où le régime est encore mal assuré de sa pérennité. En 1887, pour s'opposer au général Boulanger se forme ainsi un gouvernement de « concentration républicaine » entre républicains opportunistes et radicaux. Étudiant l'attitude des socialistes face à la crise boulangiste, Denis Lefebvre indique que « dès ces années 1880, la question du « front républicain » est posée, sans que ces deux mots soient employés. Mais aussi celle du vote des électeurs socialistes pour défendre la République, et donc de la discipline républicaine… ». Il estime que la Société des droits de l'homme et du citoyen, fondée en mai 1888 par Georges Clemenceau, Jules Joffrin et Arthur Ranc en se donnant pour objet : « La défense de la République par la lutte sans merci contre toute entreprise de réaction et de dictature », est « une sorte de « front républicain », et que le Front national « reprend les développements du général Boulanger, en prétendant s'adresser au peuple, aux petits qui souffrent, en dénonçant le système, les partis de pouvoir, en prétendant abattre les frontières entre la gauche et la droite ». En 1899, pendant l'affaire Dreyfus, le cabinet Waldeck-Rousseau se présente comme le gouvernement de « défense républicaine », ralliant radicaux, républicains modérés et un socialiste,.
Joël Gombin oppose l'absence de « tradition historique de front républicain » à la « coutume établie, bien qu'elle n'ait pas toujours été respectée et que les modalités de sa mise en œuvre aient varié en fonction des modes de scrutin », du « désistement républicain », à savoir « l'engagement que prennent les uns envers les autres les candidats du camp républicain (c'est-à-dire, dans les années 1880, des gauches) de se retirer au second tour en faveur du mieux placé d'entre eux. S'il a bien pour objet jusqu'en 1914 de garantir la République lorsque son existence est en jeu, il devient par la suite une simple forme de solidarité électorale des gauches face au camp de la réaction. Bon an mal an, celle-ci subsiste jusqu'à aujourd'hui, portée par le mode de scrutin majoritaire à deux tours qui prévaut sous la Ve République ».
Le politologue Laurent Bouvet et l'historien Jérôme Grondeux renvoient à l'antifascisme des années 1930,. L'historien Nicolas Lebourg fait lui aussi référence à ce dernier mais comme partie intégrante, à partir de la crise du 6 février 1934, de la « discipline républicaine », une tradition plus ancienne qui s’est imposée au sein de la gauche durant la Troisième République (élargie au PCF lors des élections municipales de 1935 et des élections législatives de 1936) et consistant à soutenir au second tour la formation la mieux placée à l’issue du premier tour. Plus particulièrement, Damon Mayaffre, spécialiste de l'analyse du discours politique, considère en 2000 que « l'idée récurrente d'un nouveau « front populaire » ou d'un « front républicain » contre le Front national » atteste des « complexes de la société française de la dernière décennie du XXe siècle par rapport à une soi-disant insuffisante vigilance face à la montée de l'extrême droite — complexes souvent nourris en comparaison aux grands ancêtres de 1936 », et qui n'ont pourtant « pas lieu d'être. Car même chez les tout premiers acteurs du Front populaire, mouvement présenté comme exemplaire, la prise de conscience, la volonté et la capacité de mobiliser sur le thème du danger fasciste ne sont ni totales et ni totalement lucides ».
Marc Crapez affirme que le front républicain est contraire à « la principale position républicaine dans l’histoire de France » qui consiste à faire barrage à l'extrême droite comme à l'extrême gauche — évoquant notamment « la politique de concentration républicaine de Jules Ferry » et le Front républicain de 1956 — et qui a été « battue en brèche, sous la pression idéologique de l’extrême gauche, à plusieurs reprises, et notamment au début du XXe siècle par la politique de bloc républicain sous le combisme, puis de 1986 à 2006 par le chiraquisme ».
Avant la Cinquième République, les républicains du centre et de la droite ne sont implicitement pas compris dans ce rassemblement des « forces républicaines ». Les gaullistes du Rassemblement du peuple français (RPF) sont, sous la Quatrième République, eux aussi perçus comme une menace et se voient alors dénier l'appartenance à l'arc républicain. Pour Jérôme Grondeux, « tout cela a bien sûr laissé des traces, et a rendu difficile de se proclamer du principe du front républicain sans être soupçonné de nourrir des arrière-pensées »,. Joël Gombin relève également que les coalitions de défense du régime républicain, depuis la Troisième République jusqu'au Front républicain de 1956, « passe[nt] par un rassemblement des forces de gauche » — le Parti communiste étant cependant exclu de ce dernier.
Selon Jérôme Grondeux, « l’idée de front républicain entre en sommeil dans les années 1960. Les institutions de la Cinquième République, surtout à partir de 1962, et le système du scrutin majoritaire pour les élections législatives ont rendu plus structurant que jamais le fossé entre droite et gauche. Quand bien même les modérés de chaque camp ne sont au fond pas très éloignés, ils sont tenus avant tout de s’ancrer dans leur camp. De plus, jusqu’aux années 1980, l’extrême droite est sans expression électorale forte, et, jusqu’aux mêmes années, le socialisme est bien davantage la référence des gauches que la République ».

### Une stratégie inverse de 1977 à 1986: l'alliance des droites
Lors des élections municipales de 1977, des membres du FN, le plus souvent d'anciens militants de l’Algérie française, participent à quelques listes des Républicains indépendants dans le Sud,. Lors des élections municipales de 1983, une liste réunissant centristes, chiraquiens et lepénistes l'emporte à Dreux : l'alliance, largement soutenue à droite, est publiquement approuvée par Jacques Chirac, Valéry Giscard d'Estaing, Alain Juppé, Michel Poniatowski, Jean-Claude Gaudin, Bernard Pons ou encore Claude Labbé. Seuls Simone Veil et Bernard Stasi manifestent leur désapprobation,,,. C'est pourtant à cette occasion que se forge le principe du front républicain d'après le politologue Pascal Perrineau, ou qu'il resurgit aux yeux de son confrère Philippe Braud. Le 9 septembre 1983, Michel Rocard, alors ministre de l’Agriculture, et Pierre Juquin participent à une manifestation à Dreux même « pour la démocratie ». Pour Patrick Roger, journaliste au Monde, Michel Rocard représente le premier « responsable politique de gauche », « sous la Ve République », à suggérer, lors des élections cantonales de 1985, « le principe d’un «  pacte démocratique  », appelant à dépasser les clivages anciens. […] Il appela, là où les chances de la gauche étaient nulles, à voter pour le candidat de droite pour faire battre l’extrême droite ». Il contredit alors son propre camp et son gouvernement.
C'est ainsi à partir de l'année 1983 que les ententes électorales entre le FN et la droite modérée, qui se limitent à la gestion des collectivités locales, sont justifiées ou relativisées par les dirigeants de cette dernière en invoquant l’alliance gouvernementale et « idéologique » des socialistes avec le PC, plus rarement en reprenant le thème du barrage à opposer au communisme : « alors que l’URSS existe encore et que personne ne pense qu’elle n’a pas dix ans à vivre, les hommes politiques de droite estiment souvent qu’on ne peut leur reprocher un rapprochement plus épisodique avec les gens du FN »,.

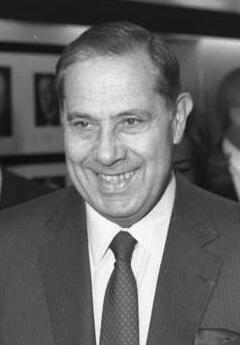
Charles Pasqua est l'un des principaux défenseurs de l'alliance des droites jusqu'en 1986.

Cette stratégie d'alliance des droites est défendue en particulier par Charles Pasqua, dont la garde rapprochée est composée d’anciens militants d’extrême droite, et qui déclare à l'occasion des municipales de 1983 : « Dans un contexte donné, il peut apparaître indispensable, nécessaire à nos instances locales, d’intégrer des représentants d’une liste qui vient de faire un certain nombre de suffrages, même si cette liste est dirigée par des éléments d’extrême droite ». Quelques mois avant les européennes de 1984 (lors desquelles le FN dépasse les 10 %), Pasqua et Le Pen, qui se rencontrent souvent, envisagent le lancement d’un « appel », signé par leurs proches, à une « alliance » entre le RPR et le FN, mais ce projet est finalement abandonné. Lors des cantonales de 1985, plusieurs candidats FN sont soutenus en sous-main par Pasqua et ses hommes, notamment Marie-Caroline Le Pen dans le canton de Neuilly-sur-Seine-Nord face à Nicolas Sarkozy. La même année, Jacques Chirac déclare au Quotidien de Paris : « Le Pen n’a pas les mêmes idées que moi, mais ce n’est pas un fasciste »,. En 1986, il accepte l’alliance conclue lors des régionales entre le FN et Jean-Claude Gaudin en région Provence-Alpes-Côte d'Azur, et propose un programme aux législatives qui s'avère proche de celui du FN. D'après Jean-Marie Le Pen, cette stratégie « n’était pas dénuée d’arrière-pensées, comme Mitterrand avec le PC. Pasqua, qui ne manque ni de finesse ni de malice, a souvent joué double jeu ».
Joël Gombin met en avant « de nombreux indices » qui « témoignent de ce que le PS a espéré profiter de la renaissance de l'extrême droite » pendant cette période et a cherché à « favoriser [le FN], quoique moins ouvertement ». Il cite notamment l'instauration du scrutin proportionnel pour les élections législatives de 1986, qui a permis la création d'un groupe FN à l'Assemblée nationale.

### Du «cordon sanitaire» au front républicain (1986-2010)

#### Une stratégie nouvelle et encore hésitante (1986-1998)

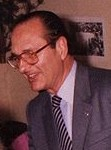
Jacques Chirac met en place un « cordon sanitaire » contre le FN à partir de la première cohabitation.

En 1986, Laurent Fabius évoque la possibilité d'un désistement républicain contre le FN en vue de la préparation des élections législatives, mais l'idée est peu reprise. L'expression du « cordon sanitaire » apparaît pour la première fois en France dans un manifeste publié dans Le Monde en 1987, rédigé par Jean-Christophe Cambadélis et signé par 122 personnalités. L'universitaire Pierre Ecuvillon considère qu'il prend « à la fois la forme d'un passage de témoin entre l'interdit moral posé par SOS Racisme et l'interdit politique qui va rapidement devenir une norme, et d'une réaction circonstanciée probablement motivée en partie par le dérapage de Jean-Marie Le Pen » sur les « sidaïques ». Il estime qu'il s'agit de « la première étape dans l'imposition d'une contrainte à l'ensemble des acteurs de la politique française », sans être pour autant « la plus décisive ». Lionel Jospin et Jean-Pierre Chevènement prennent leurs distances à l'égard de ce manifeste.
La stratégie du cordon sanitaire se met en place lors de la première cohabitation, avec le refus officiel d’alliances à droite. Jacques Chirac désigne personnellement les députés de la majorité chargés de côtoyer ceux du groupe Front national – Rassemblement national, et demande à sa majorité de ne pas leur adresser la parole,. Par ailleurs, il renonce à son programme et à sa ligne « droitière ». Dans son premier discours à l'Assemblée, Jean-Marie Le Pen dénonce « le mensonge, les calomnies, les outrages et la désinformation » qui ont selon lui marqué la campagne électorale, puis accuse Jacques Chirac d'avoir, « en quelque sorte, bravé le pays en nous frappant d'une espèce d'apartheid politique, matérialisé de façon naïve, hier, par le fait que les bancs qui nous entouraient n'étaient pas occupés, comme si vous pensiez que nous puissions transmettre le sida ! — un sida politique, s'entend, car j'espère que dans ce domaine, nous sommes au-dessus de tout soupçon ! » Jean Lecanuet salue « un discours bien fait » et Valéry Giscard d'Estaing un discours « chaleureux et vivant ». Tout en décidant de ne pas accorder sa confiance au gouvernement de Jacques Chirac, Jean-Marie Le Pen se situe dans une « majorité anti-marxiste », anti-socialiste, et se dit prêt à voter au cas par cas des textes de la majorité. D'après Nicolas Lebourg, Jean-Marie Le Pen a espéré « être appelé au gouvernement, rêvant du ministère de la Défense », et s'avère partie prenante de cette stratégie du cordon sanitaire car il craint que ses élus ne soient « tentés de rejoindre des partis plus faciles à porter socialement et distribuant plus de capital social et financier »,. Sa déclaration du 17 septembre 1987 — « Je n'ai pas étudié spécialement la question mais je crois que c'est [les chambres à gaz] un point de détail de l'histoire de la Deuxième Guerre mondiale » — remet en cause tout rapprochement avec le FN. L'affaire Malik Oussekine (fin 1986) et l'affaire de la profanation du cimetière juif de Carpentras (1990) participent aussi de cette évolution.
Selon Pascal Perrineau, « Jacques Chirac, après avoir pris quelques positions ambiguës au milieu des années 1980, en est peu à peu venu à considérer que le Front national menaçait la République, ses valeurs de liberté, d'égalité et de fraternité, et, au-delà, qu'il pouvait mettre en péril l'insertion de la France dans l'Europe et dans le monde ». D'après Marc Crapez, la nouvelle position de Jacques Chirac lui a « été dictée par les intellectuels de gauche » et consiste « même à faire élire des communistes contre des candidats frontistes ». Pour Mathias Bernard, « l'une des clefs du détachement de la droite et de l'extrême droite au cours des années 1990 » réside dans « la rupture entre socialistes et communistes (juillet 1984), la chute du « bloc de l'Est » (1989-1991) et le déclin électoral du PC », qui « diminuent considérablement la force de l'argumentaire anticommuniste ».

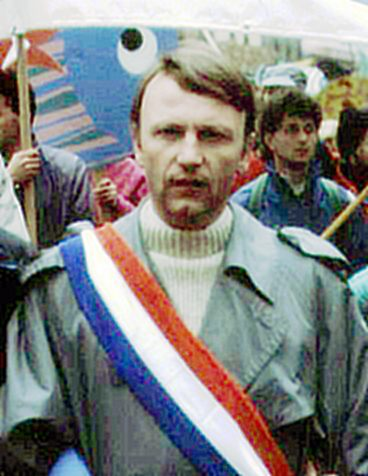
Antoine Waechter, figure des Verts pendant les années 1980, s'oppose à la stratégie du front républicain, à l'encontre d'une fraction de son parti.

L'alliance électorale des droites continue malgré tout d'être évoquée par certains élus RPR, alors que le thème de l'immigration commence à être politisé au sein du RPR au tournant des années 1990. Après les élections régionales de 1986, plusieurs régions (PACA notamment) sont cogérées par la droite et l’extrême droite. Au printemps 1987, Jacques Chirac convoque Alain Juppé, Michèle Barzach et Alain Carignon, qui approuvent la position anti-FN de Michel Noir, pour leur signifier qu'il privilégie la stratégie de Charles Pasqua en vue de la présidentielle de 1988. Lors de l'entre-deux-tours, Pasqua affirme que le RPR et le FN partagent des « valeurs communes »,. Lors des législatives de 1988, un accord de désistement mutuel est mis en place entre RPR, UDF et FN contre le PS en région PACA. Après le scrutin, Jean-Marie Le Pen, suivant les conseils de Jean-Pierre Stirbois, appelle de ses vœux à une « discipline nationale » qui, sur le modèle de la « discipline républicaine » à gauche, consisterait à imposer des soutiens réciproques à la liste arrivée en tête au premier tour entre les partis de droite. La même année, Chirac impose à Pasqua de cesser toute relation avec le président du FN. Ce dernier estime que « Chirac était « tenu » et qu’il a toujours été en connivence avec Mitterrand, qu’il a fait élire en 1981 avant que Mitterrand ne lui rende la pareille en 1995 ». Les législatives de 1988 voient ainsi les derniers accords locaux entre la droite et l'extrême droite.
La gauche connaît également des tensions sur ce sujet. Fin 1989, à l'occasion des législatives partielles dans la deuxième circonscription d'Eure-et-Loir et la deuxième circonscription des Bouches-du-Rhône, le PS est divisé quant à l'opportunité d'appeler au front républicain. Joël Gombin signale que c'est cette année-là que « l'expression elle-même semble avoir resurgi », le PS appelant malgré sa division à voter en faveur des candidats de la droite pour battre ceux du FN, et ce à l'initiative de Pierre Mauroy, alors premier secrétaire du Parti socialiste, et de Michel Rocard, alors Premier ministre. Cette main tendue est refusée par Alain Juppé, alors secrétaire général du RPR. Les Verts sont eux aussi partagés sur la stratégie à adopter, malgré une condamnation unanime du FN en leur sein sur le plan des valeurs. Une première tendance entend barrer la route à tout candidat frontiste, mais une deuxième, « défendue par Antoine Waechter, explique qu'il faut en la matière s'attaquer aux causes et non pas au seul symptôme de la xénophobie. Il est alors hors de question de parler de Front républicain contre le Front national ou de se désister pour un candidat quelconque opposé à un candidat frontiste au second tour ». En 1991, les partis nationaux condamnent officiellement toute alliance de leurs candidats avec le Front national.
Pendant la période où Jacques Chirac et Alain Juppé dirigent conjointement le RPR, l’un à sa présidence et l’autre au secrétariat général entre 1988 et 1995, et lors des deux premières années de mandat de Jacques Chirac à la présidence de la République (1995-1997), pendant lesquelles Alain Juppé cumule la fonction de Premier ministre avec la direction du RPR, les deux hommes ont pour consigne de renvoyer dos-à-dos gauche et FN en cas de second tour, ce qui conduit par exemple Alain Carignon à subir une procédure d’exclusion en juin 1990 lorsqu'il appelle à voter pour le PS à l’occasion du second tour d’une cantonale partielle à Villeurbanne. En mai 1995, Henri Emmanuelli rejette l'éventualité d'un désistement républicain contre le FN, avant de revenir sur sa position au soir du premier tour de l'élection présidentielle. « Ce même soir, Philippe Séguin évoque également un possible « front républicain », afin de constituer une alliance entre tous les partis parlementaires, pour éviter la conquête de mairies par l'extrême droite » lors des élections municipales de juin.
Lors de ces élections, le mouvement gaulliste, sous la direction de Jean-François Mancel, rejette le front républicain, tandis que l'UDF et le PS souhaitent examiner au cas par cas l'application de cette éventualité. Le Monde considère toutefois que le PS, sous l'influence de Lionel Jospin et Laurent Fabius, invente à cette occasion « le principe de « désistement républicain » en demandant à deux de ses listes de se retirer à Marignane et Dreux, où les candidats du FN se sont qualifiés pour le second tour. Le 21 juillet 1995, Martine Aubry appelle dans Le Monde à « se méfier de l'idée de front républicain. […] il faut se garder de toute stratégie politique qui donnerait le sentiment que les différences entre ce que propose la droite et ce que nous voulons entreprendre sont, en définitive, minimes, et que, dans le fond, la droite comme la gauche se satisfont peu ou prou de la société dans laquelle nous vivons ». Le politologue Bruno Villalba estime que c'est sur cette ligne que, « surtout à partir de septembre 1996, cette stratégie sera globalement abandonnée par le RPR, l'UDF, le PCF et le PS ». Néanmoins, « comme le montre l'élection législative partielle de Gardanne (octobre 1996), les chefs de file locaux de la droite (comme Jean-Claude Gaudin […]) affichent leur préférence de voir élire un député communiste plutôt que de favoriser l'implantation du Front national ».
En 1997, Charles Pasqua déclare que « les dirigeants du Front national » sont « plus près » des « fascistes » que « d'autre chose », et qu'ils « ne sont pas des républicains ». La même année, le député RPR du Val-d'Oise Jean-Pierre Delalande, qui mène un groupe d'études sur le FN, présente ses conclusions aux membres du bureau politique du RPR, parmi lesquelles figure un rejet du front républicain. De son côté, le sénateur RPR Alain Peyrefitte appelle à « rassembler l'opposition de droite » tout en précisant : « Tant que M. Le Pen reste à la tête du FN, aucune alliance avec ce parti ne paraît acceptable ni par elle, ni par lui ». Entre 1997 et 1999, Nicolas Sarkozy et Philippe Séguin, respectivement secrétaire général et président du RPR, sanctionnent sévèrement tout rapprochement avec le Front national. Au FN, Bruno Mégret propose l'instauration d'une « discipline nationale » reposant sur des désistements réciproques entre candidats RPR-UDF et FN, mais Jean-Marie Le Pen s'y montre fermement opposé.

#### Marginalisation du Front national et apogée du front républicain (1998-2010)
Lors des élections régionales de 1998, le FN propose un contrat d’alliance aux droites sur un programme a minima rédigé par Bruno Gollnisch et accepté dans plusieurs régions. Mise en œuvre par Bruno Mégret, cette stratégie est soutenue par Jean-Marie Le Pen qui précise : « ce que Bruno Mégret a proposé n'est que la stricte application de la doctrine de discipline nationale prise par le bureau politique, il n'y a là-dessus aucune divergence »,. Alors que seulement 36 % des sympathisants de droite souhaitent des accords locaux avec le FN à ce moment, Jacques Chirac, président du RPR, et François Léotard, président de l'UDF, condamnent cette attitude et les six têtes de liste en cause démissionnent successivement,. En Rhône-Alpes, les présidents d'université refusent de rencontrer le nouveau président UDF Charles Millon et des manifestations se succèdent à Lyon pour protester contre son alliance avec le FN. Après sa destitution, « RPR et UDF "millonistes" et "antimillonistes" s'entre-déchirent et changent de positions et d'alliances sans discontinuer — l'un des rares hommes politiques nationaux de droite constants en la circonstance est François Bayrou, qui appelle à un front républicain ». Édouard Balladur avait de son côté envisagé un « pacte » avec le FN lors de ces élections. Celles-ci marquent le tournant de l’histoire des relations entre la droite de gouvernement et le FN pour de nombreux observateurs, dont Jean-Marie Le Pen : « si Chirac n’avait pas mis tous ses moyens dans la balance, la droite aurait plié en 1998, et les relations avec le FN se seraient normalisées ». Ces élections servent d'illustration à Pascal Delwit, Jean-Michel De Waele et Andrea Rea pour souligner que contrairement à la Belgique où un « cordon sanitaire » a été mis en place contre le Vlaams Belang, « une dynamique d'union contre le Front national n'a pu se réaliser en France où le clivage gauche/droite est à ce point rigidifié qu'il empêche de penser une coalition contre le FN ». À l'inverse, Pascal Perrineau considère que « le choc de 1998 entraîne un renforcement de la stratégie de front républicain ».

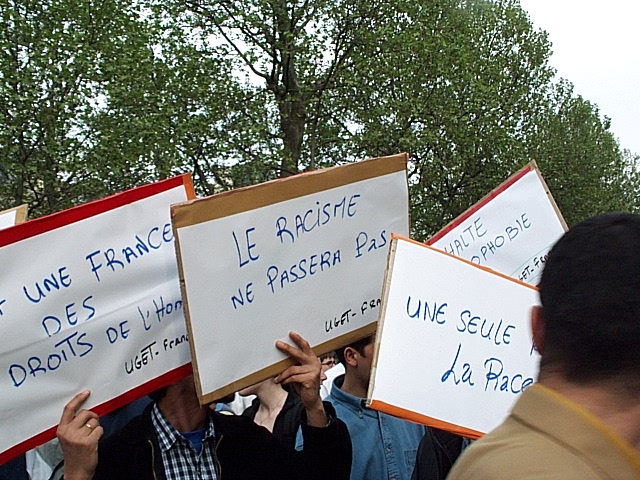
Des pancartes lors de la manifestation du 1er mai 2002 à Paris.

L'utilisation la plus célèbre du front républicain a lieu lors de l’élection présidentielle de 2002, lors de laquelle l'ensemble des candidats échouant au premier tour, à l'exception d'Arlette Laguiller et Daniel Gluckstein, mais également la société civile et médiatique, appellent largement et avec succès « à faire barrage », voire plus explicitement à voter pour Jacques Chirac au second tour du scrutin contre Jean-Marie Le Pen. Le comportement de la gauche à cette occasion s'inscrit dans une longue tradition de barrage à l'extrême droite, tandis que Jacques Chirac fait allusion, durant l'entre-deux-tours, à son refus de toute alliance avec le FN. Joël Gombin observe qu'avec cet épisode, Jacques Chirac « est devenu l'icône de la défense de la République, un peu malgré lui : contrairement à certaines réécritures de l'histoire, on ne peut considérer qu'il fut toujours aussi intransigeant ». Jérôme Grondeux relève l'aspect inédit du front républicain observé lors de cette élection : « Venue de la gauche, l’idée de front républicain profite exclusivement à la droite au second tour : pour la première fois, ce sont les projets politiques des socialistes que le Front national contrarie ». Pour Gaël Brustier et Fabien Escalona, le 21 avril 2002 « ne fait que conforter [le] retour à la stratégie du cordon sanitaire » observé en 1998. Cette stratégie est illustrée par les affichettes des Jeunes socialistes « Votez escroc, pas facho » qui évoquent les affaires du mandat présidentiel de Jacques Chirac, choix qui sera par la suite diversement commenté,. À gauche, les électeurs de Noël Mamère sont proportionnellement ceux qui se reportent le plus au second tour (84 %) sur la candidature de Jacques Chirac ; à droite, il s'agit de ceux de Corinne Lepage (96 %). En revanche, les électeurs de Bruno Mégret, Jean Saint-Josse (73 %), Robert Hue (77 %), Jean-Pierre Chevènement et Olivier Besancenot se reportent plus faiblement que l'ensemble de l'électorat sur le président sortant. Par ailleurs, les femmes sont nettement plus nombreuses que les hommes à avoir choisi ce dernier (89 % contre 74 %) ; tandis que les ouvriers et les travailleurs indépendants ont moins massivement rejeté le candidat FN que les autres groupes professionnels. La constitution d’un front républicain unissant la gauche et la droite au deuxième tour des législatives qui suivent est plus souvent approuvé par l'électorat féminin que par l'électorat masculin.

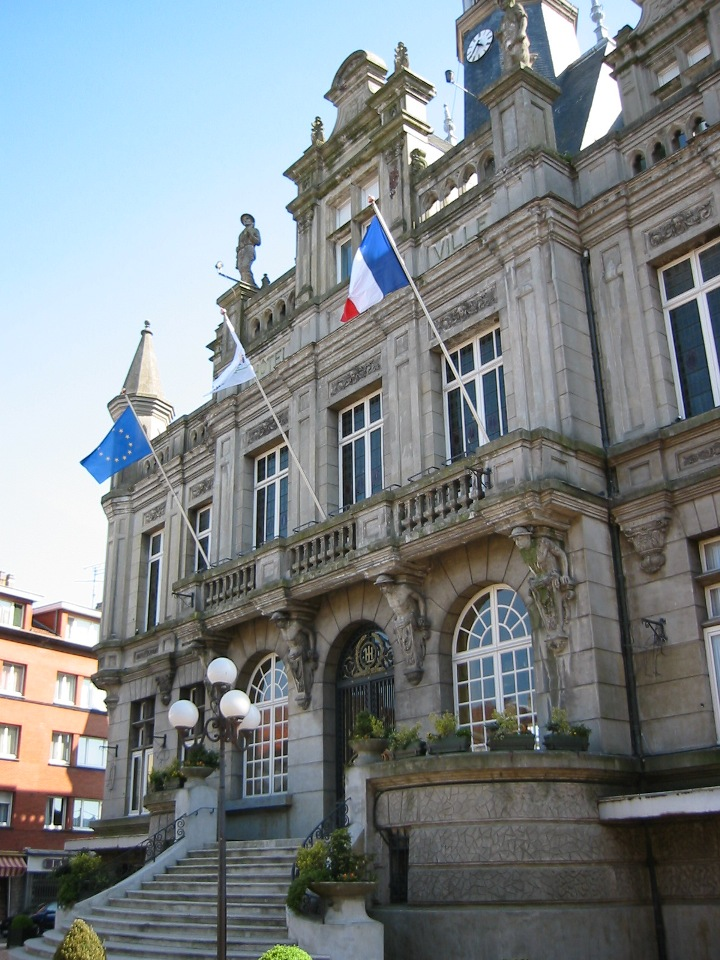
Lors de l'élection municipale de 2009 à Hénin-Beaumont (hôtel de ville ci-dessus) se constitue un cas rare de front républicain soutenu par la direction de l'UMP en faveur d'un candidat de gauche.

Jérôme Grondeux estime que durant les années 1990 et 2000, « la droite ne revendique pourtant pas le « front républicain », qui n’est pas dans son héritage. Elle le subit en quelque sorte ». Joël Gombin récuse l'existence d'un « âge d'or » du front républicain pendant cette période : « on peut, tout au plus, constater l'existence, et la consolidation après 1998, d'une forme de « cordon sanitaire » qui exclut les alliances explicites avec l'extrême droite — même s'il a connu ici ou là certains accrocs ». Au contraire, Pascal Perrineau affirme qu'« une véritable culture du front républicain s'installe » après la présidentielle de 2002 : « la droite républicaine campe sur son refus de tout compromis direct ou indirect avec le Front national aux élections régionales de 2004 ». À cette occasion, malgré une première réticence des électeurs mais aussi des candidats du sud-est de la France à l'égard de la formation d'un front républicain, la gauche creuse encore davantage l'écart au second tour lorsqu'elle affronte le FN. Lors des législatives de 2007, un front républicain se constitue dans la quatorzième circonscription du Pas-de-Calais (qui comprend notamment le canton d'Hénin-Beaumont) : parmi les partis éliminés, seul le Mouvement pour la France n'appelle pas à voter en faveur de l'adversaire socialiste de Marine Le Pen ; celle-ci reçoit également le soutien de Paul-Marie Coûteaux. Lors des élections municipales partielles de 2009 à Hénin-Beaumont, la liste de Steeve Briois fait de nouveau face à un front républicain en soutien de celle du candidat divers gauche et républicain. L'UMP soutient notamment cette position par un communiqué officiel. Nicolas Sarkozy souhaite cependant que l'appel au front républicain soit écarté au profit d'une « consigne de vote pour un candidat républicain », quand Valérie Pécresse et Gérard Longuet font état de positions plus nuancées.

### Déclin du front républicain face au regain électoral du FN (2011-2017)
Après un affaiblissement du FN à l'échelon local pendant les années 2000, celui-ci connaît un regain dans les urnes aux élections régionales de 2010. Les cantonales de 2011 voient Nicolas Sarkozy, président de la République, et Jean-François Copé, secrétaire général de l'UMP, imposer la règle du « ni FN ni PS au deuxième tour », couramment abrégée en « ni-ni » — ce dernier s'est montré favorable à cette consigne dès 1999. L'UMP justifie notamment cette ligne par les alliances du PS avec le Front de gauche,. Pour l'universitaire Jean-Yves Heurtebise, cette stratégie « est, politiquement, la meilleure : ni l’UMP ni le FN n’ont d’intérêt à créer une union des droites », comme l'ont montré le déclin du PCF depuis le Programme commun et l'expérience de la gauche plurielle pour le PS. Pascal Perrineau perçoit quant à lui une « rupture […] révélatrice non seulement de la pression électorale que le Front national fait peser sur l'UMP, mais aussi des glissements idéologiques que cette dernière a enregistrés sous le quinquennat de Nicolas Sarkozy ». La presse évoque également un revirement, tandis que le Premier ministre François Fillon et les centristes en appellent quant à eux au front républicain. Le FN emporte plusieurs victoires à l'occasion de ces élections, puis des législatives de 2012,. L’utilité de ce « front républicain » est donc d'autant plus remise en cause que ses électeurs font de moins en moins barrage, soit en votant contre les recommandations des partis de gouvernement, soit en s'abstenant,. De son côté, le Nouveau Parti anticapitaliste appelle ses électeurs à voter pour « le candidat de gauche lorsqu'il reste en lice contre le Front national » au deuxième tour des cantonales de 2011, mais s'oppose à l'idée d'un front républicain, qui impliquerait de voter UMP contre le FN.
Ni Valérie Pécresse, ni Nathalie Kosciusko-Morizet, qui appellent publiquement à voter PS en cas de duel au second tour entre le PS et le FN, ne sont exclues de l'UMP alors qu'elles divergent de la consigne nationale. Il en est de même pour Roland Chassain, qui se désiste au profit d'une candidate du Front national lors des législatives de 2012 pour faire barrage au socialiste Michel Vauzelle, alors que Jean-François Copé avait annoncé qu’il demanderait son exclusion au bureau politique de l'UMP,.
En mars 2013, lors de l'élection législative partielle dans la deuxième circonscription de l'Oise, la candidate FN, si elle échoue au second tour, gagne 6 000 voix entre les deux tours contre 2 885 pour le vainqueur, Jean-François Mancel. Entre 40 et 43 % des électeurs socialistes au premier tour se seraient reportés sur la candidate frontiste au second tour. En juin 2013, lors de l'élection législative partielle dans la troisième circonscription de Lot-et-Garonne, la forte progression du candidat FN entre les deux tours fait dire à Marine Le Pen que « le soi-disant "front républicain" est mort ». Pour Joël Gombin, dans la mesure où « la distance idéologique entre l’extrême droite et l’UMP est plus réduite qu’elle ne l’était avant 2002 », il n'est « pas surprenant que les électeurs de gauche renâclent de plus en plus à suivre les consignes appelant à voter pour l’UMP ou contre le FN » ; il ajoute que la consigne du « ni-ni » de l'UMP peut aussi pousser les candidats socialistes à refuser le front républicain par réciprocité. Un sondage BVA Opinion pour L'Express, la Presse Régionale et France Inter indique qu'en cas de duel FN/PS au second tour d'une élection, 41 % des sympathisants UMP préféreraient que leur parti appelle à l'abstention ou au vote blanc ; 35 % préféreraient qu'il appelle à voter pour le candidat FN ; et seuls 23 % souhaitent que l'UMP appelle au front républicain. En revanche, 69 % des sympathisants socialistes préféreraient que le PS appelle les électeurs à voter en faveur du candidat UMP en cas de duel UMP/FN. En octobre 2013, lors de l'élection partielle du canton de Brignoles, Laurent Lopez, candidat du FN, est élu conseiller général du Var avec 53,9 % des suffrages exprimés, soit avec une avance nettement plus confortable que son prédécesseur en 2011.
Ce principe de front républicain est de nouveau d'actualité pour les élections municipales de 2014 où, face à la poussée du FN dans certaines communes, les dirigeants du Parti socialiste, des écologistes, des communistes et de l'UDI appellent à sa constitution pour faire barrage aux candidats frontistes, ainsi que certaines personnalités de la société civile, comme Laurence Parisot. L'UMP, quant à elle, reste fidèle à sa doctrine dite du « ni-ni ». Sur le terrain, ces consignes sont diversement suivies,,,, avec des résultats variables,. De nombreux observateurs estiment alors que le front républicain est « mort »,,,.
Après avoir rejeté la stratégie du front républicain pendant les élections municipales, Alain Juppé déclare en octobre 2014, alors candidat à la primaire organisée par son parti pour l'élection présidentielle de 2017, que face à un candidat du Front national, il accepterait un front républicain à condition que le candidat de gauche soit « un social-démocrate et pas un rouge ». À l'occasion de l'élection législative partielle de 2015 dans la quatrième circonscription du Doubs, il appelle à voter au second tour pour Frédéric Barbier, candidat PS face à Sophie Montel, la candidate FN, soulignant que cette dernière « croit, entre autres choses, "en l'évidente inégalité des races" ». À gauche, l'automaticité du front républicain est remise en cause par les députés PS Razzy Hammadi et Yann Galut, ainsi que par Jean-Luc Mélenchon. D'après Joël Gombin, « il semble que plus un acteur politique [de gauche] se situe de manière critique par rapport à la majorité socialiste, moins l'appel au front républicain aille de soi ».

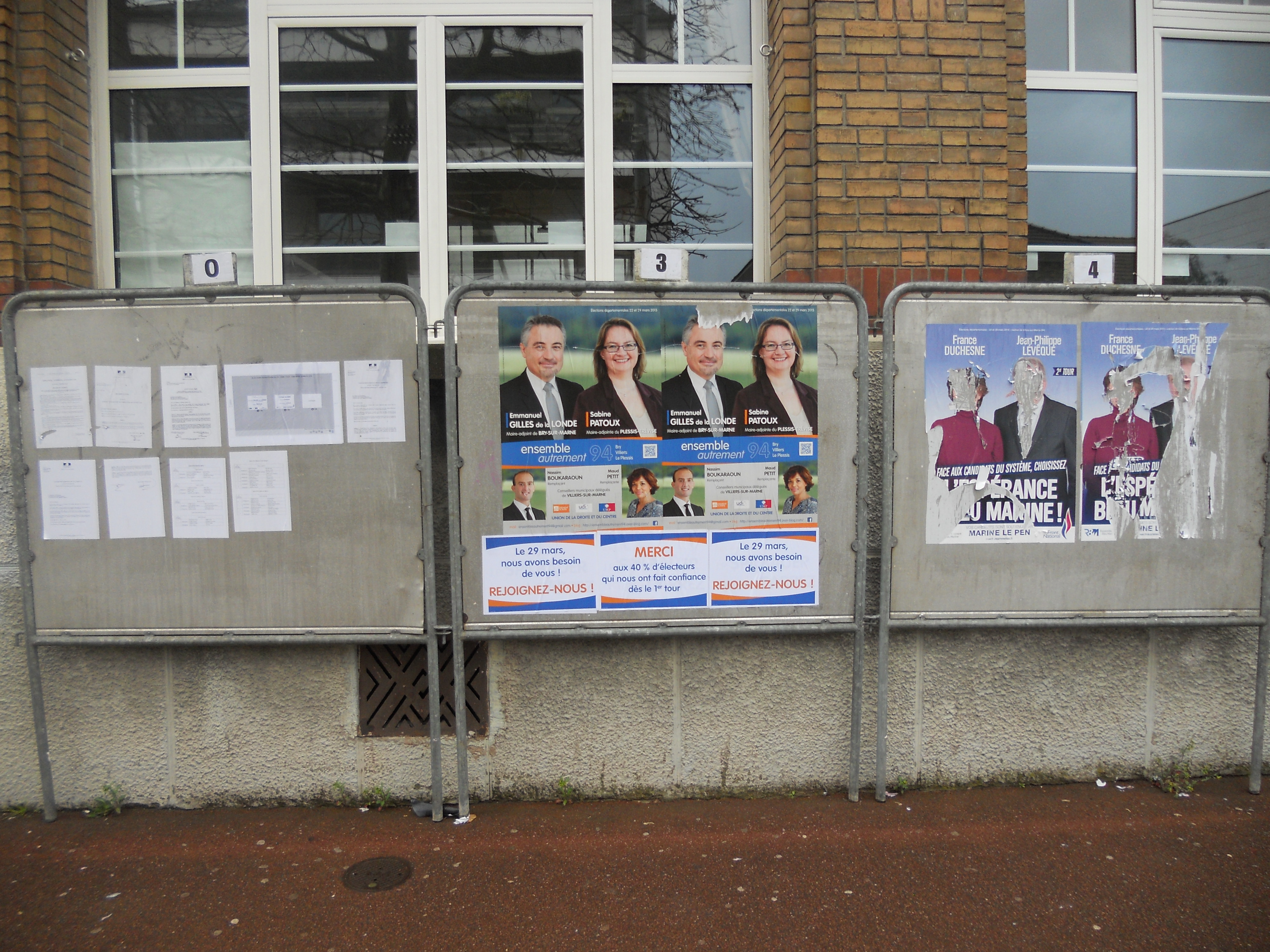
Panneaux électoraux du second tour des élections départementales de 2015 dans le canton de Villiers-sur-Marne (95). Le scrutin y oppose l'union de la droite (UMP, UDI et Modem) au Front national. C'est notamment dans un tel cas de figure que les partis de gauche appellent au front républicain.

Lors des élections départementales de 2015, la consigne du « ni-ni » réaffirmée par Nicolas Sarkozy, alors président de l'UMP, est enfreinte par Jean-Paul Fournier, sénateur-maire UMP de Nîmes et secrétaire départemental de l'UMP dans le Gard, qui appelle au front républicain pour les sept duels gauche-FN qui ont lieu dans les 23 cantons du département — il rappelle à cette occasion qu'il a « déjà appelé à voter pour un communiste aux prises avec le FN au second tour d'une cantonale sur Nîmes ». Dans l’Aisne, trois binômes de droite décident de se désister du second tour alors qu’ils pouvaient se maintenir en triangulaires, et ce contre l'avis de Christophe Coulon, secrétaire départemental de l'UMP. Dans le Nord, le sénateur UMP Jean-René Lecerf, considéré comme le favori pour présider le conseil départemental, appelle au front républicain, y compris en faveur de candidats communistes ou du Front de gauche,. À l'automne 2014, ce dernier s'était dit prêt à une alliance avec le PS au second tour des élections régionales de 2015 pour faire face au Front national. À gauche, l'ensemble des partis éliminés au premier tour appellent à « faire barrage au FN », à l’exception notoire du Parti de gauche, qui dans de nombreux territoires préfère laisser les électeurs « faire leurs choix en conscience ». Cependant, dans certains départements, des candidats du PS se maintiennent au second tour et provoquent des triangulaires avec le soutien de leur parti qui fait exception à la règle du front républicain en considérant que lesdits candidats ont objectivement plus de chances d’inverser la situation. Le NPA appelle de son côté à faire battre le FN au second tour des départementales s'il est opposé à la gauche, tout en refusant de préférer l'UMP au parti de Marine Le Pen. Finalement, le FN est battu au second tour dans la plupart des cas où les candidats de gauche ou de droite ont appelé à lui faire barrage. Jérôme Fourquet, de l'Ifop, indique que dans les 21 cantons où la gauche s’est retirée en occasionnant un duel FN/droite, la droite a battu le FN dans la totalité des cas : « Le retrait républicain a donc très bien fonctionné quand il a été pratiqué par la gauche. Et dans la plupart des cas, le FN a été largement dominé au second tour par la droite. On note néanmoins que l’écart a été très faible dans quelques cantons (Péronne, Saint-Gilles ou bien encore Bapaume) ». Par ailleurs, la gauche l'a emporté dans quatre des six cantons où la droite s'est retirée, le FN gagnant dans les cantons de Guise et Corbie. Enfin, dans les onze cantons où la gauche s'est maintenue en provoquant une triangulaire (et dont elle a en remporté 7, profitant d'un bloc de gauche majoritaire), les électeurs de gauche au premier tour « ont été très peu nombreux à pratiquer un « front républicain à la base » en se reportant sur le candidat de droite au second tour ».
Alors qu'il n'a encore jamais été confronté à l'hypothèse d'un désistement pour une élection régionale, le PS s'avère divisé sur le sujet en vue des élections régionales de 2015,. Jérôme Fourquet, de l'Ifop, souligne que le PS serait confronté à un « choix cornélien » en se qualifiant pour le second tour en troisième position : « se maintenir au risque de faire gagner le FN et d’en porter la responsabilité ; fusionner avec la droite (ce que cette dernière refuse) en offrant au FN l’argument de la connivence « UMPS » ; ou bien retirer la liste, ce qui implique de disparaître du paysage régional et de n’avoir aucun élu au Conseil régional pendant cinq ans, sacrifice extrêmement douloureux pour un parti dont le réseau d’élus locaux a déjà été lourdement éprouvé par les défaites des municipales et des départementales » en 2014. En septembre 2015, Jean-Christophe Cambadélis, premier secrétaire du PS, déclare dans un entretien à Libération que « les déclarations extrémistes de Christian Estrosi [tête de liste pour Les Républicains (LR) en Provence-Alpes-Côte d'Azur (PACA)] et de Xavier Bertrand [tête de liste LR en Nord-Pas-de-Calais-Picardie (NPDCP)] sur les réfugiés empêchent désormais le front républicain ». Cette consigne est analysée dans la presse comme un « revirement » du PS et comme « un véritable tournant politique ». De son côté, le président de la République François Hollande affirme en privé que le PS « fera du cas par cas ». Le Premier ministre Manuel Valls se dit quant à lui d'abord « sceptique » sur l'application du front républicain lors de ces élections, puis affirme que « tout sera fait pour empêcher le FN de gagner ». Fin octobre 2015, Manuel Valls se prononce de nouveau implicitement en faveur du front républicain, tandis que Jean-Christophe Cambadélis infléchit son discours en indiquant qu'il « n’exclu[t] rien ». Manuel Valls se prononce ensuite, en petit comité, en faveur d'une fusion des listes PS et Les Républicains entre les deux tours dans le but de tenter d'empêcher le FN de gagner dans un certain nombre de régions, en NPDCP notamment, jugeant le front républicain insuffisant pour soutenir le candidat le mieux placé face au FN. Il évoque dans le même temps la possibilité d'une coalition gauche-droite pour l'élection présidentielle de 2017. Plusieurs responsables socialistes jugent ces propos prématurés, voire contre-productifs, et Pierre de Saintignon, tête de liste PS en NPDCP, réagit vivement,. Selon Europe 1, François Hollande serait totalement opposé à cette hypothèse. Certains analystes expliquent le positionnement de Manuel Valls par sa volonté à la fois de se montrer le plus combatif possible face au FN, de s'adapter à la nouvelle configuration tripartiste de la vie politique, et de créer à terme une « maison commune » des progressistes, allant des socialistes à la droite modérée,. Le chercheur Nicolas Lebourg estime que le PS n'a pas intérêt à se retirer du second tour car s'il le faisait, « il serait donc la "victime" du front républicain et en plus se mettrait en situation d'indifférenciation de son offre. Un front républicain en décembre, ce serait un super-21 avril en 2017 ».
Entre les deux tours, le bureau politique des Républicains adopte à la quasi-unanimité la position défendue par Nicolas Sarkozy, "ni retrait ni fusion". Seuls Jean-Pierre Raffarin et Nathalie Kosciusko-Morizet contestent cette ligne ; cette dernière est exclue de la direction du parti pour cette raison. Tandis que Dominique Reynié, tête de liste d'union de la droite arrivée 3e en Languedoc-Roussillon-Midi-Pyrénées, se maintient au second tour, Christophe Castaner et Pierre de Saintignon, têtes de liste du PS respectivement en PACA et Nord-Pas-de-Calais-Picardie, se désistent. En revanche, en Alsace-Champagne-Ardenne-Lorraine, Jean-Pierre Masseret se maintient contre l'avis du PS en invoquant l'inefficacité du front républicain pour faire reculer le FN. Finalement, ce dernier est battu dans toutes les configurations, notamment en raison d'un report notable des électeurs socialistes du premier tour sur les listes de droite au second tour en NPDCP (82,2 %) et en PACA (58,9 %). En contrepartie, Xavier Bertrand et Christian Estrosi, vainqueurs respectivement en NPDCP et en PACA, annoncent la mise en place de dispositifs de concertation avec les représentants locaux de la gauche dans le cadre de leur gouvernance.
Gaël Brustier et Fabien Escalona expliquent les divisions au sein de l'UMP puis des Républicains au sujet du front républicain, d'une part par « une appréhension différenciée de l'enjeu en fonction de l'implantation géographique des différents responsables politiques », et d'autre part par « l'expression d'une pluralité de conceptions idéologiques à propos de ce que doit devenir la droite française après la disparition des grandes traditions politiques qui furent les siennes après 1945 (gaullisme, démocratie chrétienne…) ». Ils relèvent que le cordon sanitaire demeure respecté à droite, où sa pratique « a été, et reste, moins évidente », « d'un côté parce que le FN ne cherche pas tant à épauler la droite classique qu'à l'éliminer, de l'autre parce que les règles institutionnelles et électorales de la Cinquième République ont efficacement protégé les partis dominants de tout outsider ». Pascal Perrineau observe qu'en 2013, les sympathisants des deux principaux partis de droite (UMP et UDI) sont partagés quant à l'opportunité d'un accord avec le FN pour les élections locales, alors qu'ils sont majoritairement opposés à un accord au niveau national : « La situation a profondément évolué par rapport aux années 1990, où plus des deux tiers des sympathisants du RPR et de l'UDF déclaraient ne pas souhaiter que leurs partis concluent une alliance avec le Front national au second tour d'une élection ». Valérie Igounet souligne que de « la fin de l’année 2010 […] jusqu’au printemps 2014, la moitié de l’électorat de droite se dit favorable à des accords. Depuis, environ 30 % de l’électorat de droite se prononce, de nouveau, pour une union entre leur camp et le FN. Un élément majeur explique ce revirement : le résultat des élections européennes de mai 2014. Pour la première fois, le FN se place en tête, en nombre de voix ».
En campagne pour la primaire présidentielle des Républicains de 2016, Nicolas Sarkozy déclare qu'il voterait pour François Hollande plutôt que pour Marine Le Pen si tous deux venaient à s'affronter au second tour de l'élection présidentielle de 2017, revenant ainsi sur la stratégie du ni-ni.

### Retour du barrage républicain (2017-2022)
Sur neuf candidats éliminés au premier tour de l'élection présidentielle de 2017 qui voit se qualifier Marine Le Pen et Emmanuel Macron, seuls François Fillon et Benoît Hamon appellent explicitement à voter pour Emmanuel Macron— Benoît Hamon lance cette consigne immédiatement après l'annonce des résultats, alors que Lionel Jospin avait attendu cinq jours en 2002 avant d'appeler à voter pour Jacques Chirac — , le front républicain s'affaiblissant vers des consignes de barrage au parti d'extrême droite ; Nicolas Dupont-Aignan conclut quant à lui un « accord de gouvernement » avec Marine Le Pen. Le bureau politique de LR adopte une position de compromis appelant à « voter contre Marine Le Pen pour la faire battre ». Devant ces consignes, Emmanuel Macron indique qu'il ne croyait pas « que se constituerait un front républicain ». Alors que la plupart des personnalités politiques de droite et de gauche appellent à faire barrage au parti d'extrême droite, plusieurs refusent, pour des raisons différentes, le « front républicain », à droite (Nadine Morano, Henri Guaino, Éric Ciotti, Georges Fenech, Guillaume Larrivé, Christine Boutin, Jean-Frédéric Poisson, Sens commun, La Manif pour tous, le CNIP) ou à la gauche radicale et l'extrême gauche (Nathalie Arthaud, Philippe Poutou,, Charlotte Girard, coresponsable du programme de Jean-Luc Mélenchon, alors que ce dernier refuse de faire une différence claire entre les deux finalistes tout en précisant qu'il ne faut pas voter pour le FN),,. L'ancienne ministre de Jacques Chirac Françoise Hostalier déclare pour sa part qu'elle votera Marine Le Pen, tout comme l'ancienne ministre de Nicolas Sarkozy Christine Boutin, la gaulliste historique Marie-France Garaud, le président du courant La Droite libre Christian Vanneste ou encore le président du CNIP Bruno North.
Pour le politologue Olivier Rouquan, l'affaiblissement du front républicain observé lors de ce scrutin tient à « la stratégie de normalisation mise en œuvre par Marine Le Pen », à la moindre mobilisation autour des associations antiracistes et à l'évolution de la sociologie : « La nouvelle génération des 18-30 ans, qui arrive à maturité politique, a été moins socialisée à la lutte contre le racisme et à l'idée que le FN était un parti d'extrême-droite ». Il y ajoute « le sentiment croissant de défiance, d'éloignement, voire de rejet du système et du personnel politique classique qui augmente, d'élection en élection, au moins depuis 2002 ». Jérôme Jaffré considère qu'« en 2002, le vote Chirac contre Le Pen était une manifestation de défense républicaine la plus large possible face à l'extrême droite arrivée par surprise au second tour. Le vote de 2017 traduit davantage le choix des « installés », ceux qui, sur le plan personnel, se sentent assez à l'aise et qui face à la qualification de Marine Le Pen au second tour entendent écarter les choix économiques et sociaux qu'elle défend ».

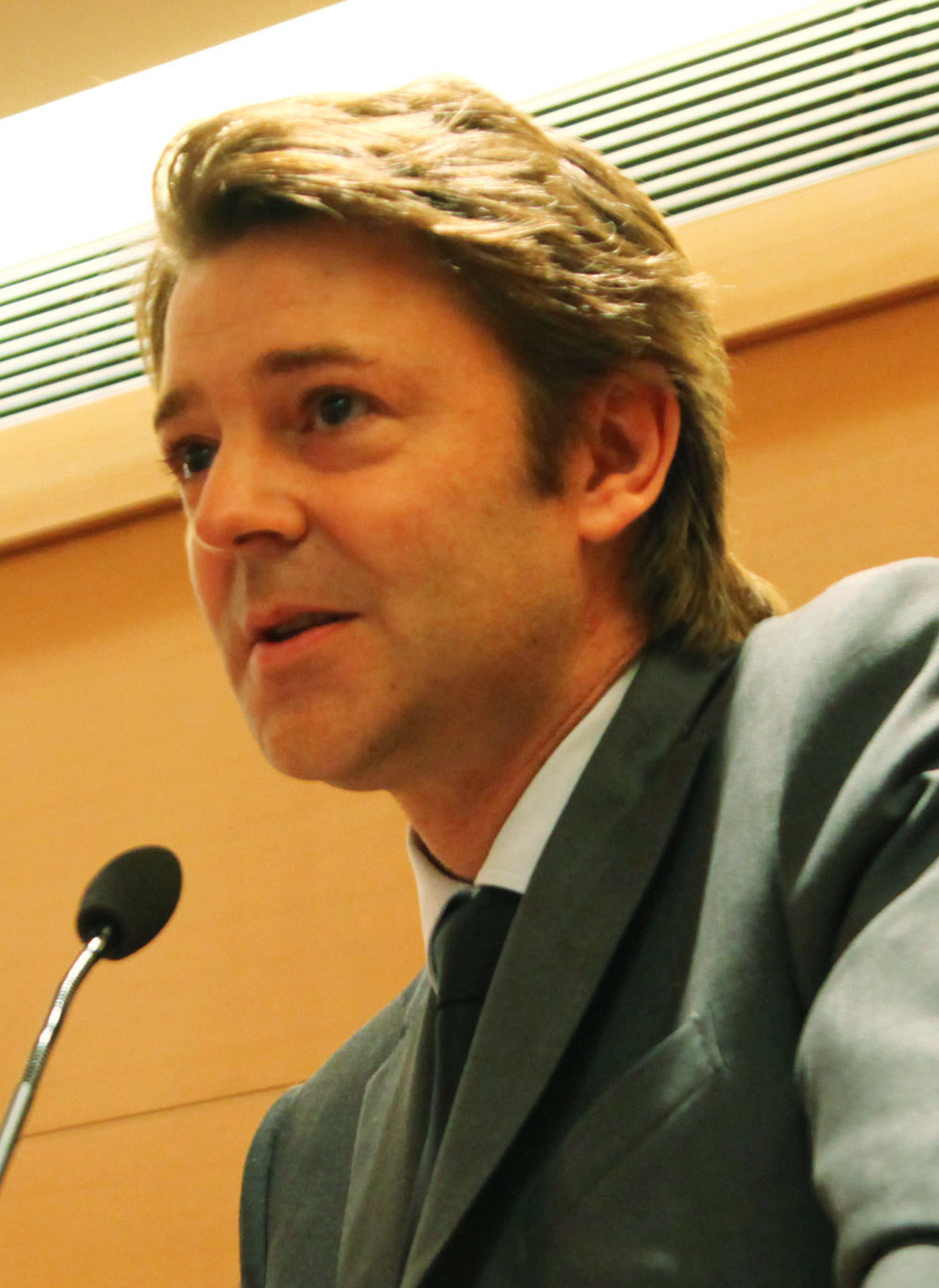
À l'occasion des législatives de 2017, François Baroin rompt avec la consigne du « ni-ni » en appelant au désistement réciproque avec LREM et le PS en cas de triangulaire avec le FN.

En vue des législatives de 2017, François Baroin, chef de file de LR, prône « le désistement réciproque » avec les candidats de La République en marche (LREM) et du Parti socialiste dans les circonscriptions où le FN pourrait l’emporter, rompant ainsi avec le « ni-ni » en vigueur à droite jusqu'ici. Néanmoins, un certain nombre d'élus du parti, parmi lesquels Laurent Wauquiez, prennent leurs distances avec cette consigne. LREM accepte le principe de réciprocité. Pour Le Huffington Post, François Baroin entend ainsi « éviter de fournir un prétexte à l'aile gauche de LR de rompre définitivement les amarres », alors que celle-ci fait campagne sur la promesse de voter la confiance au gouvernement Édouard Philippe. Dans la dix-huitième circonscription de Paris, Myriam El Khomri (PS) et Pierre-Yves Bournazel (LR), qui font tous deux campagne en s'inscrivant dans la « majorité présidentielle » sans avoir à affronter de candidat LREM, s'engagent à se désister en faveur du mieux placé des deux en cas de triangulaire avec le candidat de La France insoumise, ce qui est interprété comme un cas particulier de front républicain par certains médias, bien que Myriam El Khomri déjuge l'expression en l'espèce ; qualifiée au second tour face à Pierre-Yves Bournazel, celle-ci appelle alors au rassemblement de la gauche,,. Le géographe Bernard Alidières relève « un très haut niveau d’abstention » dans la moitié des circonscriptions où un candidat frontiste est présent au second tour, ainsi qu'une hausse fréquente des scores des candidats FN entre les deux tours, « alors que la part des votes du « camp républicain » (FI-PCF, PS-PRG, LREM-MoDem et LR-UDI) est en recul par rapport au premier tour ». Il en conclut à « une sorte de désaffiliation à l’égard du « front républicain » » ou au fait que, « pour le moins », « l’invocation du seul « péril FN » ne suffit plus à provoquer un sursaut de participation ».
En vue des élections municipales de 2020, LREM inscrit le front républicain parmi les engagements de ses candidats. Le parti définit trois attitudes à adopter dans l'attribution de ses investitures et de ses soutiens pour ces élections : dans « quelques villes à risque RN », investir sa propre tête de liste lorsqu'elle est jugée suffisamment forte pour l'emporter (par exemple, Romain Grau à Perpignan, Lionel Depetri à Beaucaire et Monica Michel à Arles) ; « soutenir une autre offre politique » dans le cas où LREM « n'est pas en mesure de proposer une offre sous son étiquette permettant le plus grand rassemblement » (par exemple, Dominique Baert (PS) à Wattrelos, Patrice Vergriete (divers gauche) à Dunkerque et Alexandre Cassaro (LR) à Forbach) ; enfin, « un désistement républicain avant le premier tour » (absence de candidat), « sans aucun préalable », afin d'éviter le risque d'éparpillement des voix dans les villes où le risque est le plus fort (par exemple à Hayange et Denain). Pour Le Monde, ces deux dernières stratégies « ressemblent à une réhabilitation du front républicain ». Avec Louis Aliot et Romain Lopez, le RN remporte les mairies de Perpignan et Moissac face à des fronts républicains, alors que ses victoires de 2014 avaient été acquises à la faveur de triangulaires ou de quadrangulaires. Si Marine Le Pen et Jordan Bardella se félicitent de la « mort » ou de la « fin » du front républicain, celui-ci a raison de la candidature de Cyril Nauth à sa réélection à Mantes-la-Ville. Des alliances sont observées entre des élus RN ou d'extrême droite et des élus de droite, notamment au moment d'élire les présidences ou vice-présidences des intercommunalités : à Morières-lès-Avignon, Grégoire Souque, soutenu par le RN, est élu avec les voix de la droite ; Robert Ménard, maire de Béziers, prend la présidence de l'agglomération Béziers Méditerranée grâce au soutien des élus de droite ; David Rachline (RN) est élu premier vice-président de la communauté d'agglomération Var Estérel Méditerranée grâce à des voix d'élus LR ; une entente entre la droite et le RN permet à celle-ci de conserver le Grand Avignon.
Avant le premier tour des élections régionales de 2021, plusieurs membres de l’entourage d’Emmanuel Macron, dont Gabriel Attal, porte-parole du gouvernement, défendent l’idée d’une « fusion technique » au second tour entre les listes concurrentes du RN, plutôt que l’hypothèse du retrait de la liste la moins bien placée,. Entre les deux tours des élections régionales de 2021 en Provence-Alpes-Côte d'Azur, la liste d'union de la gauche dirigée par Jean-Laurent Félizia se désiste afin de faire barrage à la liste RN dirigée par Thierry Mariani, arrivée en tête du premier tour, conformément à l'exigence des instances nationales d’Europe Écologie-Les Verts et du Parti socialiste. Renaud Muselier, tête de liste LR, s'engage à proposer, en contrepartie, « des mécanismes nouveaux qui leur permettront de peser grâce à des propositions de délibérations, de motions et de vœux, au sein même de l’hémicycle régional », comme l'avait fait Christian Estrosi en 2015, alors que la liste socialiste dirigée par Christophe Castaner s'était déjà effacée. Un sondage Ipsos/Sopra Steria réalisé en amont du premier tour indique que le souhait d’un front républicain permettant de battre une liste RN arrivée en tête est majoritaire à 70,4 % en dehors de l'électorat du RN, et à 54 % chez l'ensemble des électeurs, avec un pic chez les électeurs LREM (81 %). 54 % des sondés se disent favorables à des « fusions techniques » entre listes pour le second tour (fusionner sans faire partie de l’exécutif). Par ailleurs, Christian Jacob, président de LR, et Damien Abad, président du groupe LR à l'Assemblée nationale, demandent le retrait des listes présidentielles dans les Pays de la Loire, la Bourgogne-Franche-Comté et le Centre-Val de Loire pour éviter une victoire des candidats écologistes et de La France insoumise, alliés au Parti socialiste en vue du second tour. Damien Abad affirme à cet égard que « le front républicain ne peut être à géométrie variable, l’extrémisme existe aussi à gauche ». Au second tour des élections régionales et départementales, Le Parisien observe que « le nombre de votes blancs augmente quand le Rassemblement national est dans l’équation » : le journal y voit la « preuve que le « front républicain » s’essouffle et que le vote blanc s’impose, de plus en plus, comme un vote contestataire ». Alors que les sondages prévoyaient un gain de plusieurs régions pour le RN, le parti n'en remporte aucune et chute de plus de 8 points par rapport à l'élection régionale précédente.

### Des fronts divergents face au Rassemblement national (depuis 2022)
L'élection présidentielle de 2022 voit les votes en faveur de l'extrême droite dépasser la barre des 30 % au premier tour tandis que Valérie Pécresse et Anne Hidalgo enregistrent les plus mauvais scores de l'histoire de leurs partis respectifs. Emmanuel Macron est réélu une fois de plus face à Marine Le Pen mais avec un score de 58,5 %, bien inférieur à celui de leur précédent duel, preuve d'un nouvel affaissement du front républicain, de nombreux électeurs de gauche refusant de faire barrage une fois de plus en faveur du président. Seuls Éric Zemmour et Nicolas Dupont-Aignan soutiennent Marine Le Pen au second tour, les autres candidats appelant soit à l'abstention, soit à voter pour Emmanuel Macron ou à minima de ne pas voter pour la candidate du Rassemblement national,.
Les élections législatives qui suivent voient les partis de gauche s'allier au sein de la Nouvelle Union populaire écologiste et sociale (NUPES) menée par la France Insoumise de Jean-Luc Mélenchon,. L'union des droites alliant Les Républicains, le Rassemblement national et Reconquête, souhaitée par Éric Zemmour, est refusée par les deux autres partis. La NUPES parvient à faire jeu égal avec la coalition Ensemble d'Emmanuel Macron au premier tour. Le président et sa majorité refusent de donner une consigne de vote dans le cas des duels opposant un candidat NUPES à un candidat RN, actant de facto le retour du ni-ni,. Certains électeurs d'Ensemble affirment préférer s'abstenir voire voter pour le Rassemblement national tandis que de nombreux candidats de la majorité refusent de se désister dans les triangulaires favorables au candidat nationaliste.
Le Rassemblement national obtient finalement 89 députés à l'Assemblée nationale, un nombre jamais vu avec le scrutin uninominal à deux tours en vigueur pour les législatives en France et bien supérieur à ce que les sondages annonçaient. La stratégie d'Emmanuel Macron pose alors la question de sa responsabilité dans l'entrée historique de RN au Palais Bourbon en étendant le champ du barrage républicain à l'autre bord de l'échiquier politique alors que de nombreuses personnalités de gauche avait appelé à voter pour lui face à Marine Le Pen. Ce refus d'appeler au barrage est d'autant plus critiqué que la majorité sortante appelait les électeurs de Jean-Luc Mélenchon à la défense des « valeurs communes » dans l'entre-deux tours quelques semaines plus tôt,,. Cette extension du front républicain se confirme quand le président affirme être prêt à ouvrir le gouvernement d'Élisabeth Borne aux partis d'opposition à l'exception du Rassemblement national mais aussi de La France insoumise, qu'il considère tous deux comme « ne s’[inscrivant] pas comme des partis de gouvernement ».

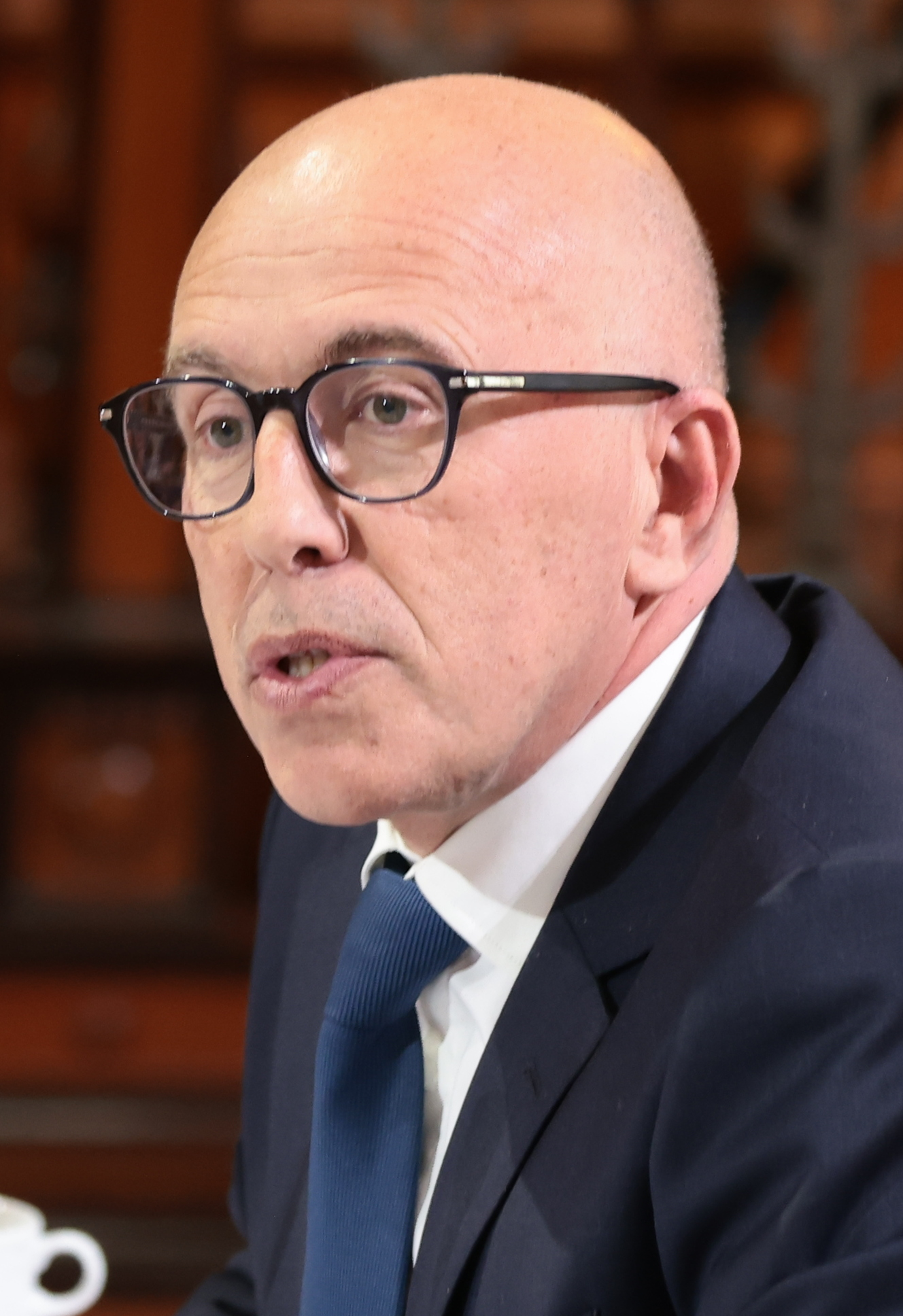
Éric Ciotti, président des Républicains, est exclu de son parti après avoir annoncé sa volonté d'alliance avec le Rassemblement national en vue des élections législatives de 2024.

Après la victoire du Rassemblement national aux européennes de 2024, Emmanuel Macron dissout l'Assemblée nationale. En vue des élections législatives anticipées, les partis de gauche créent, à l'appel de François Ruffin, une nouvelle union plus large que la NUPES : le Nouveau Front populaire. Durant la campagne du premier tour, en raison des prises de positions controversées de certains députés de La France insoumise, les avis de la majorité relative sortante sur la stratégie dans les cas de second tour qui opposerait un candidat du Nouveau Front populaire et un candidat du Rassemblement national sont divers : barrage républicain total (Clément Beaune), barrage uniquement si le candidat n'est pas un insoumis (Gérald Darmanin et Sabrina Agresti-Roubache), barrage uniquement si le candidat n'a eu pas de propos polémiques (Marc Ferracci) ou refus catégorique du barrage (Olivia Grégoire). Les propos controversés invoqués concernent soit les attentats du Hamas en Israël , soit ceux qui visent le ministre Olivier Dussopt lors de la réforme des retraites de 2023 . Créant la surprise, le président du parti Les Républicains Éric Ciotti annonce au Journal de 13h de TF1 du 11 juin 2024 sa volonté d'une alliance avec le Rassemblement national. Quelques heures après, Jordan Bardella affirme au Journal de 20 heures de France 2  qu'un accord a été conclu entre le Rassemblement national et plusieurs dizaines de députés des Républicains. Deux jours après cette annonce, la presse révèle que seuls deux députés LR ont suivi Éric Ciotti et que la moitié des candidats qu'il présentera avec le soutien du Rassemblement national ne sont pas adhérents des Républicains. Éric Ciotti est exclu « à l'unanimité » des Républicains le 12 juin par le bureau politique du parti, auquel il n'a pas participé et dénonce par la suite « des décisions illégales ». François-Xavier Bellamy et Annie Genevard assurent l'intérim,. 
Le Rassemblement national et ses alliés ciottistes arrivent en tête du premier tour. La gauche appelle à un Front républicain pour éviter que le Rassemblement national soit majoritaire dans la nouvelle assemblée et soit en position de former le nouveau gouvernement. Les candidats du Nouveau Front populaire (NFP) arrivés troisième doivent se retirer dès lors qu'il y a un risque de faire élire un candidat du Rassemblement national et même en toute circonstance pour La France Insoumise (LFI). Pour le second tour, le Premier ministre Gabriel Attal appelle au désistement des candidats d’Ensemble (majorité présidentielle) « dont le maintien en troisième position ferait élire un député du Rassemblement national face à un autre candidat qui défend, comme nous, les valeurs de la République ». Édouard Philippe, pour le parti Horizons, appelle à faire barrage à la fois au RN et à LFI. « Aucune voix ne doit se porter sur les candidats du Rassemblement national, ni sur ceux de la France insoumise ». En revanche, la direction par intérim du parti Les Républicains refuse d'appeler à voter contre le RN le 7 juillet. « Là où nous ne sommes pas présents au second tour, considérant que les électeurs sont libres de leur choix, nous ne donnons pas de consigne nationale et laissons les Français s'exprimer en conscience ».
Selon les estimations de Marianne, 18 députés Les Républicains l’ont emporté grâce au barrage anti-RN. La coalition présidentielle, Ensemble, est le camp qui a le plus bénéficié du front républicain, qui lui a permis de sauver 68 sièges de députés à l'Assemblée nationale. Le Nouveau Front populaire y a gagné 29 sièges.
La contre-performance du Rassemblement national aux législatives 2024 est due autant au front républicain qu'à ses propres limites électorales,. Selon Dominique de Villepin, « le front républicain a gagné les élections et Les Républicains n'y ont pas participé ». À l'issue du second tour, aucun groupe politique ne dispose de la majorité absolue à l'Assemblée nationale, désormais composée de trois principaux blocs : le NFP (arrivé en tête), le RN et ses alliés, ainsi que la majorité sortante (Ensemble). Cette dernière se rapproche ensuite des Républicains pour former un gouvernement, avec Michel Barnier comme Premier ministre, sans toutefois parvenir à constituer une majorité absolue. 
Le gouvernement Barnier est renversé au bout de quelques mois par le vote d'une motion de censure déposée par le NFP et adoptée avec les voix des députés RN. Les partis qui ont participé au front républicain sont alors appelés par les socialistes, écologistes et communistes sans l'accord de La France insoumise à s'entendre autour d'un accord de non-censure avec le bloc central, sous condition, pour éviter qu'un gouvernement dirigé par la [droite, le centre,] la gauche se fasse sanctionner par une motion de censure et ce jusqu'à la prochaine élection présidentielle, en 2027, ou dissolution de l'Assemblée nationale,,.

## Efficacité contre le Front national

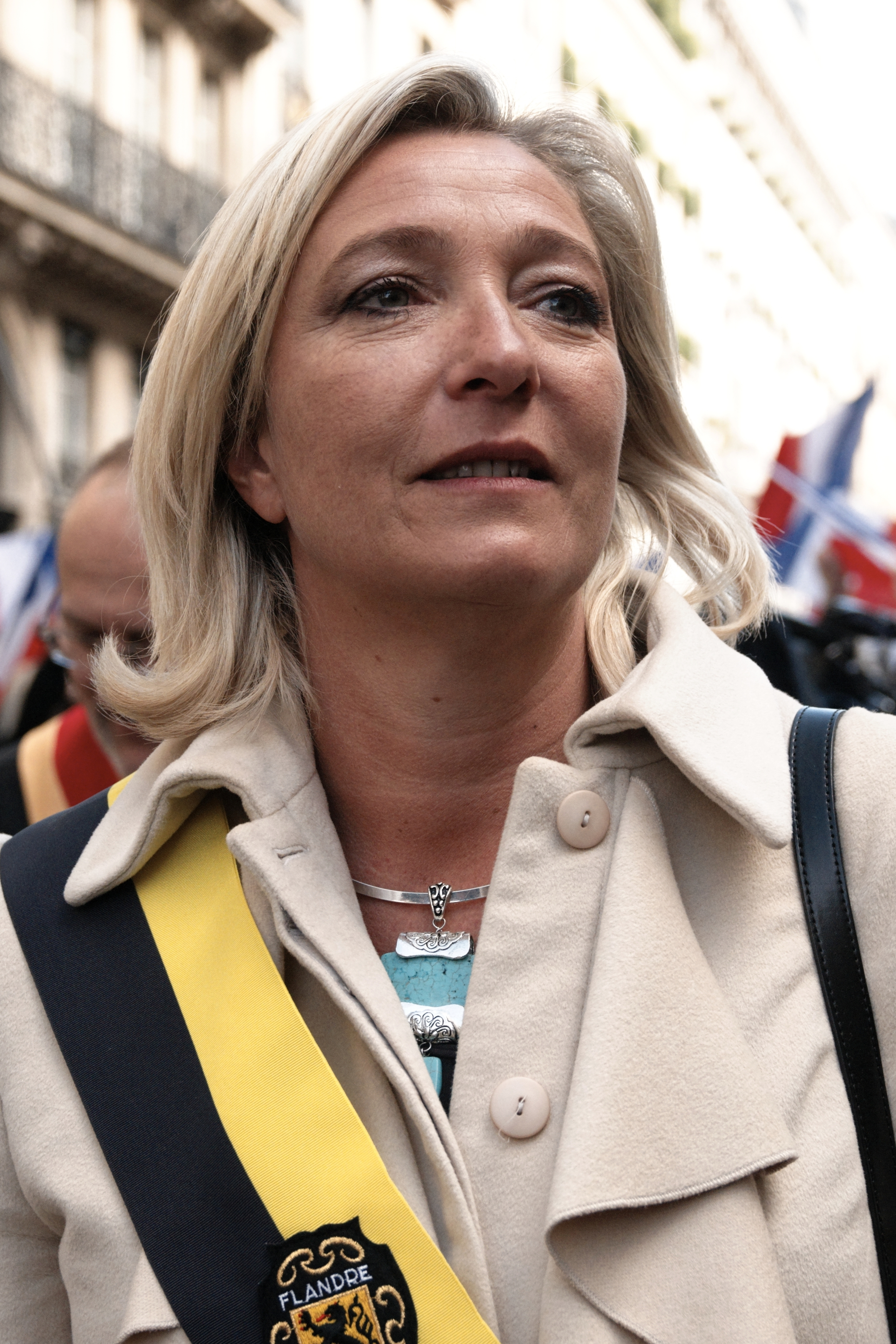
L'efficacité du front républicain est tout particulièrement mise à l'épreuve depuis l'arrivée de Marine Le Pen à la tête du FN.

De façon directe, l'appel au front républicain a permis d'éviter que des candidats frontistes soient élus, notamment dans les années 2000. Le politologue Christophe Bouillaud et le sondeur Jérôme Fourquet soulignent en 2014 que le front républicain est toujours un obstacle majeur pour le FN. L'universitaire Thomas Ehrhard considère que « l’absence de « front républicain » serait la configuration la plus favorable pour le Front national s’il veut envisager de remporter des victoires moins sporadiques. En ce cas, la tripolarisation du système partisan pourrait advenir ». Pour Joël Gombin, « rien ne permet d'établir — ni d'ailleurs de réfuter — l'efficacité électorale de la stratégie de ce front républicain. (…) En fait, les consignes de vote ne sont guère suivies par des électeurs largement défiants à l'égard du personnel politique et des partis. Et chaque configuration est spécifique ».
Certains soulignent que le front républicain se limite à une stratégie électorale sans pouvoir s'élargir à un projet politique. Le politologue Jean-Yves Camus considère qu'il s'agit d'« un aveu gigantesque d'incapacité à enrayer les progrès du lepénisme ». Xavier Landes, chercheur en philosophie politique et économique, déplore que le front républicain soit « souvent utilisé comme un joker pour faciliter l'élection de candidats modérés « par défaut », c’est-à-dire sans qu’ils ne gagnent vraiment le soutien populaire. Ce dernier aspect renforce le caractère problématique, antidémocratique, du front républicain ». Jérôme Grondeux souligne quant à lui que le front républicain « retrouve les vieilles faiblesses de la défense républicaine, et même celles de l’antifascisme : celle d’être incapable de déboucher sur un projet politique global, cohérent, capable de rassembler au moins pour quelques années une grande majorité de citoyens. […] Il apparaît comme un jeu cruel et hasardeux dont le seul résultat tangible est d’exclure du jeu politique une force en construction. Une gigantesque cocotte-minute, en somme ».
Les effets indirects sont considérés par certains observateurs comme contre-productifs : la mise à l'écart du pouvoir, même local, sert d'argument électoral par la suite, renforçant la légitimité du FN à se présenter comme différent des autres partis et comme « alternative unique à la classe dirigeante », et légitimant sa vision de l'échiquier politique, divisé dès lors « entre un bloc national-populiste et un bloc libéral-socialiste » ou, selon les termes de Marine Le Pen, entre « mondialistes et patriotes ». Ainsi, le front républicain est parfois accusé de valider le slogan « UMPS » du FN, mot-valise lui servant à dénoncer la bipolarisation de la vie politique française, ou encore de « nier les différences de sensibilités entre la droite et la gauche de gouvernement »,, d'autant plus en cas de « droitisation » de l'UMP,. Nicolas Lebourg souligne que lors des élections municipales de 2014, « Perpignan est la seule ville où le PS s’est désisté en faveur de LR pour éviter la victoire du FN. Deux ans après, lors [du] premier tour [des élections régionales de 2015], le FN a fait plus que le score du PS et de LR additionnés. Une tactique ne fait pas une stratégie… » Par ailleurs, le front républicain peut engendrer une surmobilisation de l'électorat potentiel du FN face à une posture qui peut « passer pour arrogante et méprisante ». Pour le politologue Olivier Rouquan, le front républicain a permis au FN « de conserver son noyau le plus motivé et le plus mobilisé de militants. D'adopter la posture du bouc émissaire, d'alimenter la pensée complotiste qui est un élément fort de la pensée d'extrême droite. Et donc d'augmenter progressivement son électorat ». Lors des municipales de 2014, les responsables du parti frontiste ou soutenus par celui-ci indiquent ne plus craindre le front républicain, voire bénéficier des appels à ce dernier, à l'instar de Robert Ménard : « Chaque fois qu'ils l'ont mis en avant, nous avons grimpé dans les sondages ». La dénonciation du front républicain par le FN peut cependant l'amener à se contredire, entre une volonté de briser sa mise à l’écart symbolique dans une perspective de « dédiabolisation », et celle de montrer que l'UMP et le PS se réfèrent aux mêmes valeurs.
De fait, la présence du Front national au second tour ne semble pas pousser les électeurs abstentionnistes à se mobiliser dans les urnes : lors des élections législatives de 2002, 2007 et 2012, en moyenne, la participation a légèrement baissé entre les deux tours à l'occasion de duels entre candidats PS et FN, conformément au reste de la France. En outre, dans ces mêmes situations, la progression de la gauche face au FN s'est érodée au fil du temps. D'après Joël Gombin, « loin d'une frontière étanche entre les électeurs du front républicain et ceux du FN, on assiste au contraire à la fusion, relative mais bien avancée, des électorats de droite et d'extrême droite ».
Par ailleurs, la banalisation du FN dans le paysage politique des années 2010 réduit l'efficacité du front républicain. Nicolas Sarkozy déclare notamment lors de la campagne présidentielle de 2012 que Marine Le Pen, alors candidate du FN et présidente du parti depuis 2011, « est compatible avec la République ». Celle-ci revendique d'ailleurs l'appellation de front républicain à l'occasion des cantonales de 2011 et des régionales de 2015. Pour Jérôme Sainte-Marie, politologue et sondeur, « il est de plus en plus difficile de qualifier [le FN] d’extrême-droite, ce qui rend obsolète l'idée de "front républicain" ». Jérôme Grondeux relève que « Marine Le Pen n’a connu, de par sa génération (elle est née en 1968), aucun des grands rendez-vous de l’extrême droite française ; elle est donc plus difficile à saisir pour un antifascisme qui fonctionne essentiellement par une chaîne de références historiques ». Il ajoute que le FN s'est trouvé être le principal parti dans le camp majoritaire du « non » lors du référendum de 2005 sur le traité établissant une constitution pour l'Europe, ce qui lui a donné « un surcroît de légitimité démocratique ». Après l'élection présidentielle de 2017, le politologue Grégoire Kauffmann souligne « l'inconsistance du front républicain » alors que la candidate du FN est parvenue à détourner « à son profit les mots et les symboles de la République ».
Nicolas Lebourg appelle de son côté à « repenser le fameux « cordon sanitaire », censé isoler la droite de l’extrême droite. Car il a dégénéré : il signifie aujourd’hui que le FN ne peut pas accéder au pouvoir, mais que d’autres partis récupèrent ses idées. Cela me semble malsain, car cela crée de la frustration tout en radicalisant l’ensemble de la vie politique. Le « cordon » doit concerner les idées, pas les hommes. Que le FN ait des élus s’il les gagne à la loyale, mais que les autres mouvements n’aspirent pas son corpus ».